# Diego Hernando Amaya
Diego Amaya (Ibagué, Tolima, Colombia; 3 de enero de 1986) es un exfutbolista colombiano. Jugaba de lateral derecho y su último equipo fue Santa Fe de Colombia.

## Clubes
| Club                 | País     | Año       |
| -------------------- | -------- | --------- |
| Academia             | Colombia | 2006-2010 |
| Atlético Bucaramanga | Colombia | 2010      |
| Deportivo Pasto      | Colombia | 2011      |
| Santa Fe             | Colombia | 2011-2012 |

## Palmarés

### Campeonatos nacionales
| Título          | Club     | País     | Año  |
| --------------- | -------- | -------- | ---- |
| Torneo Apertura | Santa Fe | Colombia | 2012 |